# 喬望尼峰
70°2′S 71°22′W / 70.033°S 71.367°W
喬望尼峰（英語：Giovanni Peak）是南極洲的山峰，位於亞歷山大一世島北部，處於德彪西高地南端，海拔高度約500米，根據美國探險隊的空中照片被繪入地圖，現時由南極條約體系管理。